# 디에고 푸세르
디에고 푸세르(이탈리아어: Diego Fuser ˈdjɛːɡo fuˈzɛr[*], 1968년 11월 11일, 피에몬테 주 베나리아 레알레 ~)는 이탈리아의 전직 프로 축구 선수로, 현역 시절 미드필더로서 대게 우측면을 맡았지만, 중앙에 배치되어도 제 활약을 했다. 푸세르는 빠르고, 근면하며, 활력이 넘치는 선수로, 기술이 뛰어나고, 공배급도 일가견이 있어, 우측을 타고 공격을 전개하여 공격수들에게 정확히 공을 배급해 도움을 기록하기도 했다. 끈질기고, 강인한 측면 자원인 그는 체력, 먼 거리에서의 강타, 그리고 맞춤전술에서의 정확도에 두각을 나타낸다.

## 클럽 경력
토리노 도 베나리아 레알레 출신인 푸세르는 1986년에 토리노에서 신고식을 치렀다. 그는 49번의 경기를 피에몬테 연고 구단에서 활약하고 밀란(1989–92)으로 이적했다. 밀란 시절, 그는 챔피언스리그(1990), 리그 방패(1992), 1989년 유러피언 슈퍼컵, 그리고 1989년 인터콘티넨털컵을 쟁취했다.
푸세르는 밀란 시절 1990-91 시즌에 피오렌티나로 임대되었고, 1992년에 라치오로 이적하면서 밀란과 완전 결별했다. 라치오 시절은 그의 전성기 시절로 평가되며, 6년 동안 188번의 경기에 출전해 35골을 기록해 코파 이탈리아를 우승하고 1998년 UEFA컵 준우승을 거두고, 구단의 주장도 역임했다. 1998년에 파르마로 이적한 후, 그는 UEFA컵, 코파 이탈리아, 수페르코파 이탈리아나를 1999년에 한꺼번에 들어올렸다. 그는 등번호 14번을 달고 1999년 5월 6일에 열린 마르세유를 상대로 1999년 UEFA컵 결승전 경기에 출전해 3-0 완승을 이끌었다.
푸세르는 2001년 여름에 로마로 이적하면서 라치오의 오점으로 남게 되었는데, 이후 2년 동안 15번의 경기에 출전하는데 그쳤지만, 2001년 수페르코파 이탈리아나를 우승하고 2002년 세리에 A 준우승을 거두었고, 2003년에는 코파 이탈리아 준우승을 거두었다. 2003-04 시즌에는 세리에 B에 속한 친정 토리노로 복귀했다.

### 하부 리그
2004년, 그는 카넬리에 입단해 2005-06 시즌에 에첼렌차를 우승해 세리에 D 승격을 이룩했다. 2008년, 그는 전 선수이자 친분이 있는 잔루이지 렌티니와 함께 피에몬테 주 프로모치오네의 아마추어 구단 사빌리아네세로 이적했다. 그는 아마추어 구단 카넬리와 니체세에서 몸담았는데, 후자의 구단은 감독도 겸했다. 2012년, 그는 또다른 프로모치오네 소속 피에몬테 아마추어 구단 돈 보스코에서 활약했다.

## 국가대표팀 경력
푸세르는 1987년부터 1990년까지 이탈리아 U-21 국가대표팀에서 18경기 출전하고 2골을 기록했다. 그는 체사레 말디니 감독의 지도 하에 3위에 입상한 1994년 유럽 U-21 선수권 대회에 참가했다. 그는 1993년부터 2000년까지 이탈리아 성인 국가대표팀에서 활약해 25경기에 출전해 3번 골망을 흔들었고, 아리고 사키 감독의 임기에 유로 1996에 참가해 3경기에 출전했지만, 이탈리아는 조별 리그를 넘지 못하고 탈락했다. 그는 유로 2000을 앞두고 디노 초프의 예비 26인 명단에 들었지만, 최종 명단에서 떨어졌다.

## 사생활
디에고 푸세르는 오리에타를 배우자로 맞이했다. 둘 사이에 아들 마테오를 두었으나 그는 투병하던 15세였던 2011년에 명을 달리했다.

## 수상

### 클럽
밀란
- 세리에 A: 1991–92
- 유러피언컵: 1989–90
- 유러피언 슈퍼컵: 1989
- 인터콘티넨털컵: 1989

라치오
- 코파 이탈리아: 1997–98
- UEFA컵 준우승: 1997–98

파르마
- 코파 이탈리아: 1998–99
- UEFA컵: 1998–99
- 수페르코파 이탈리아나: 1999

로마
- 수페르코파 이탈리아나: 2001
- 세리에 A 준우승: 2001–02
- 코파 이탈리아 준우승: 2002–03